# Узорковање (обрада сигнала)
У обради сигнала, узорковање је смањење континуираног времена сигнала на дискретни временски сигнал . Уобичајени пример је претварање звучног таласа (континуирани сигнал) у низ узорака (дискретни временски сигнал).
Узорак је вредност или скуп вредности у тренутку и / или простору. Узоркник је подсистем или операција која извлачи узорке из континуираног сигнала . Теоретски идеалан узорак даје узорке еквивалентне тренутној вредности континуираног сигнала у жељеним тачкама.
Изворни сигнал се може пронаћи из низа узорака, све до Никвистове границе, преношењем низа узорака кроз тип нископропусног филтра који се назива реконструкцијски филтер.

## Теорија
Узорковање се може обавити за функције које варирају у простору, времену или било којој другој димензији, а слични резултати се добијају у две или више димензија.
За функције које варирају са временом, нека је s(t) континуирана функција (или „сигнал“) за узорковање и нека се узорковање врши мерењем вредности континуиране функције сваких Т секунди, што се назива интервал узорковања или период узорковања .    Тада је узоркована функција дата редоследом :
s (nT),   за целoбројне вредности n .
Учесталост узорковања или брзина узорковања, fs , је просечни број узорака добијених у једној секунди ( узорци у секунди ), дакле fs= 1/Т.
Реконструкција континуиране функције из узорака врши се интерполацијским алгоритмима. Формула за интерполацију Витакер-Шенон математички је еквивалентна идеалном филтеру ниског пропусног нивоа чији је улаз низ Диракових делта функција које су модулиране (множене) вредностима узорака. Када је временски интервал између суседних узорака константан (Т), низ делта функција назива се Диракова поворка импулса . Математички, модулирана Диракова поворка импулса је еквивалентна производу функције поворке импулса са s(t). Та чисто математичка апстракција понекад се назива и узорковање импулса . 
Већина узоркованих сигнала није једноставно похрањена и реконструисана. Али верност теоријске реконструкције уобичајена је мера ефикасности узорковања. Та се верност смањује када s(t) садржи фреквенцијске компоненте чија је периодичност мања од два узорка; или еквивалентно да је однос циклуса према узорцима већи од ½ (види алијасинг ). Вредност ½  циклуси/узорак   ×   fs узорци / сек = fs/2 циклуса / сек ( у херцима ) познат је као Никвист-ова фреквенција узорка. Стога је s(t) обично излаз нископропусног филтера, функционално познат као анти-алијасинг филтер . Без филтера против ублажавања (анти-алијасинг филтер), фреквенције веће од Никвистове фреквенције утицаће на узорке на начин који је погрешно интерпретиран интерполацијским процесом.

## Практична разматрања
У пракси се континуирани сигнал узоркује помоћу аналогно-дигиталног конвертора (АДК), уређаја са различитим физичким ограничењима. Ово резултира одступањима од теоријски савршене реконструкције, која се у заједници називају изобличењем .
Могу се појавити различите врсте изобличења, укључујући:
- Алиасинг . Извесна количина алјиасинга је неизбежна јер само теоријске, бесконачно дуге, функције не могу имати садржај фреквенције изнад Никвистове фреквенције. Пласман се може произвести произвољно малим коришћењем довољно великог поретка филтера за ублаживање.
- Грешка отвора резултат је чињенице да је узорак добијен као просек времена у подручју узорковања, а не да је једнако вредности сигнала у моменту узорковања [3] . У кругу узорка и задржавања на бази кондензатора, грешке отвора се уводе са више механизама. На пример, кондензатор не може тренутно да прати улазни сигнал и кондензатор не може да се истовремено изолише од улазног сигнала.
- Одступање од прецизних временских интервала узорка.
- Шум, укључујући буку термичког сензора, аналогни шум струје, итд.
- Многострука граница грешке, узроковано услед немогућности АДК да улазне вредности мења довољно брзо.
- Квантизација као последица коначне прецизности речи које представљају конвертиране вредности.
- Грешка због других нелинеарних ефеката мапирања улазног напона у конвертоване излазне вредности (поред ефеката квантизације).

Иако употреба превеликог узорковања може у потпуности елиминисати грешку отвора и ублажавање премештајући их из пропусног опсега, ова техника се не може практички користити изнад неколико GHz и може бити прилично скупа на много нижим фреквенцијама. На даље, иако претерано узорковање може смањити грешку квантизације и нелинеарност, не може их у потпуности елиминисати. Сходно томе, практични аналаогно-дигитални конвертори на аудио фреквенцијама обично не показују алијасинг, грешку отвора и нису ограничени грешком квантизације. Уместо тога, доминира аналогни шум. На радио и микроталасним фреквенцијама где је прекомерно узорковање непрактично, а филтери скупи, грешка отвора, грешка квантизације и подбацивање могу бити значајна ограничења.
Треперење, бука и квантизација често се анализирају тако да се моделирају као случајне грешке додате вредностима узорка. Интеграциони ефекти и ефекти задржавања нула реда могу се анализирати као облик филтрирања са малим пролазима . Нелинеарности било аналогно-дигиталног конвертора или дигитално-аналогног конвертора анализирају се заменом идеалног линеарног мапирања функција предложеном нелинеарном функцијом .

## Примена

### Узорковање звука
Дигитални аудио користи пулсну кодну модулацију и дигиталне сигнале за репродукцију звука. Ово укључује аналогно-дигиталну конверзију (АДК), дигитално-аналогну конверзију (ДАК), складиштење и пренос. Заправо, систем који се обично назива дигиталним заправо је аналогни дискретни ниво претходног електричног аналога. Иако модерни системи могу бити прилично суптилни у својим методама, основна употреба дигиталног система је могућност складиштења, преузимања и преноса сигнала без губитка квалитета.

#### Узорковање
Уобичајена јединица брзине узорковања је Hz, што је херц и значи "узорци у секунди". Као пример, 48 kHz је 48.000 узорака у секунди.
Када је потребно снимити звук који покрива читавих 20–20.000 Hz pаспонa људског слуха ,  као што су снимање музике или више врста акустичних догађаја, аудио таласни облици обично се узоркују на 44,1 kHz ( CD ), 48 kHz, 88.2 kHz или 96 kHz.  Захтев за приближно двоструком стопом последица је Никвистове теореме . Стопе узорковања веће од око 50 kHz до 60 kHz не може пружити више употребљивих информација људским слушаоцима. Рани професионални произвођачи аудио опреме одабрали су стопе узорковања у региону од 40 до 50 kHz из тог разлога.
Постојао је индустријски тренд ка стопи узорковања знатно изнад основних захтева: 96 kHz, па чак и 192   kHz  Иако су ултразвучне фреквенције нечујне за људе, снимање и мешање са већим брзинама узорковања је ефикасно у уклањању изобличења која могу бити изазвана алијасингом . Супротно томе, ултразвучни звукови могу да буду у интеракцији и могу да модулирају звучни део фреквенцијског спектра ( интермодулациона дисторзија ), деградирајући верност.  Једна предност већих фреквенција узорковања је та што оне могу ублажити захтеве за дизајн филтера са ниским пролазима за аналогно-дигитални конвертор и дигитално-аналогни конвертор, али са модерним сигма-делта претварачима ова предност је мање важна.
Друштво за аудио инжењеринг препоручује 48 kHz брзину узорковања за већину апликација, али даје препознавање на 44.1 kHz за компактни диск (CD) и друге сврхе потрошача, 32 kHz за апликације повезане са преносом и 96 kHz за већу пропусни опсег или ублажено филтрирање .  И Лаври Инџиниринг и Ј. Роберт Стјуарт наводе да би идеална брзина узорковања била око 60 kHz, али пошто ово није стандардна фреквенција, за потребе снимања препоручује се 88,2 или 96 kHz.    
Потпунија листа уобичајених стопа узорковања звука је:
| Фреквенција узорковања | Примена |
| ---------------------- | --- |
| 8,000 Hz               | Телефон и шифрирани воки-токи, бежични интерфон и бежични микрофонски пренос; адекватан за људски говор, али без раширености |
| 11,025 Hz              | Једна четвртина стопе узорковања аудио ЦД-ова; користи се за слабије квалитете PCM, МPEG звука и за аудио анализу опсега нискотонских звучника. |
| 16,000 Hz              | Проширење широкопојасне фреквенције у односу на стандардни телефонски ускопојасни 8000 Хз. Користи се у већини модерних VoIP и VVoIP комуникацијских производа. |
| 22,050 Hz              | Половина учесталости узорковања аудио ЦД-ова; користи се за ПЦМ и МПЕГ аудио ниже квалитете и за аудио анализу нискофреквентне енергије. Погодно за дигитализацију аудио формата почетком 20. века, попут грамофонских плоча. |
| 32,000 Hz              | МиниДВ дигитална видео камера, видео врпце са додатним аудио каналима (нпр. DVCAM са четири канала звука), DAT (LP режим), немачки Digitales Satellitenradio, дигитални аудио NICAM, који се користи заједно са звуком аналогне телевизије у неким земљама. Висококвалитетни дигитални бежични микрофони. Погодно за дигитализацију ФМ радија.. |
| 37,800 Hz              | CD-XA aудио |
| 44,056 Hz              | Користе дигитални аудио закључани видео сигнали у НТСЦ боји (3 узорка по линији, 245 линија по пољу, 59,94 поља у секунди = 29,97 сличица у секунди). |
| 44,100 Hz              | Аудио ЦД, такође најчешће коришћен са МPEG-1 аудио (VCD, SVCD, МP3). Сони га је првобитно одабрао, јер се могао снимати на модификованој видео опреми која ради са или 25 сличица у секунди (ПАЛ) или 30 сличица у секунди (користећи НТСЦ једнобојни видео снимач) и покрива пропусни опсег од 20 kHz који је потребан да одговара професионалној аналогној опреми за снимање времена. ПЦМ адаптер би уградио дигиталне аудио узорке у аналогни видео канал, на пример, ПАЛ видео траке користећи 3 узорка по линији, 588 линија по кадру, 25 кадрова у секунди. |
| 47,250 Hz              | први комерцијални ПЦМ снимач звука компаније Nippon Columbia (Denon) |
| 48,000 Hz              | Стандардна стопа узорковања звука коју користе професионалне дигиталне видео опреме као што су магнетофони, видео сервери, миксери вида и тако даље. Ова брзина је одабрана јер може реконструисати фреквенције до 22 kHz и радити са 29,97 сличица у секунди НТСЦ видеa - као и системима од 25 кадрова по секунди, 30 кадрова по секунди и 24 оквира по секунди. Са системима од 29,97 кадрова по секунди потребно је обрадити 1601,6 узорака звука по кадру испоручујући цео број аудио узорака само сваком петом видео кадру. Такође се користи за звук код потрошачких видео формата као што су ДВ, дигитална телевизија, ДВД и филмови. Професионални серијски дигитални интерфејс (СДИ) и серијски дигитални интерфејс високе резолуције (ХД-СДИ) који се заједно користе за повезивање телевизијске опреме за емитовање користе ову фреквенцију узорковања звука. Већина професионалних аудио уређаја користи узорковање од 48 kHz, укључујући микс конзоле и уређаје за дигитално снимање. |
| 50,000 Hz              | Први комерцијални дигитални аудио снимачи из касних 70-их из 3М-а и Соундстрим-а. |
| 50,400 Hz              | Брзина узорковања коју користи Митцубиши икс-80 дигитални аудио снимач. |
| 64,000 Hz              | Ретко коришћен, али подржан од стране неких хардбера и софтвера. |
| 88,200 Hz              | Брзина узорковања коју користи нека професионална опрема за снимање када је одредиште ЦД (вишеструко од 44,100 Hz). Неки професионални аудио уређаји користе (или могу да одаберу) узорковање од 88,2 kHz, укључујући миксере, ЕQ-ове, компресоре, риверб, пресеке и уређаје за снимање. |
| 96,000 Hz              | ДВД-Аудио, неке ЛПЦМ ДВД нумере, БД-РОМ (Блу-реј диск) аудио записа, ХД ДВД (ДВД високе резолуције) аудио записа. Нека професионална опрема за снимање и продукцију може да одабере узорковање од 96 kHz. Ова фреквенција узорковања двоструко је већа од 48 kHz стандарда који се обично користи са звуком на професионалној опрем. |
| 176,400 Hz             | Брзина узорковања коју користе ХДЦД снимачи и остале професионалне апликације за производњу ЦД-а. Четири пута веће од 44,1 kHz. |
| 192,000 Hz             | ДВД-Аудио, неке ЛПЦМ ДВД записе, БД-РОМ (Блу-pej диск) аудио записа и ХД ДВД (ДВД високе резолуције) аудио записа, уређаји високе резолуције за снимање звука и софтвер за уређивање аудио записа. Ова фреквенција узорковања је четири пута већа од стандарда 48 kHz који се обично користи са звуком на професионалној видео опреми. |
| 352,800 Hz             | Дефиниција DXD формата који се користи за снимање и уређивање Супер Аудио ЦД-ова, будући да 1-битни Директ Стрим Дигитал (ДСД) није погодан за уређивање. Осам пута више од 44,1 kHz. |
| 2,822,400 Hz           | САЦД, 1-битни делта-сигма модулацијски поступак познат као Директ Стрим Дигитал, који су развили Сони и Филипс. |
| 5,644,800 Hz           | Двострука брзина ДСД-а, 1-битни Директ Стреам Дигитал при двострукој брзини САЦД-а. Користи се у неким професионалним ДСД диктафонима. |
| 11,289,600 Hz          | Четворострука стопа ДСД-а, 1-битни Директ Стрим Дигитал при четворострукој брзини САЦД. Користи се на неким неуобичајеним професионалним ДСД диктафонима. |
| 22,579,200 Hz          | Oсмоструки ДСД проток, 1-битни Директ Стрим Дигитал при осмострукој брзини САЦД-а. Користи се на ретким експерименталним ДСД диктафонима. Такође познат као ДСД512. |

#### Дубина бита
Звук се обично снима на 8-, 16- и 24-битној дубини, што даје теоретски максималан однос сигнал-квантизација-шум за чисти синусни талас од, приближно, 49,93 dB, 98,09 dB и 122,17 dB.  Аудио за квалитет ЦД-а користи 16-битне узорке. Термални шум ограничава стварни број битова који се могу користити у квантизацији. Мало аналогних система има однос сигнала и шума већи од 120 dB. Међутим, операције дигиталне обраде сигнала могу имати веома висок динамички опсег, па је уобичајено да се операције мешања и мастеринг-а изводе са 32-битном прецизношћу и затим претварају у 16- или 24-битне за дистрибуцију.

#### Узорковање говора
Говорни сигнали, тј. сигнали намењени да носе само људски говор, обично се могу узорковати по много нижој брзини. За већину фонема готово сву енергију садржи 100 Hz – 4 kHz распон, омогућавајући брзину узорковања од 8 kHz. Ово је стопа узорковања коју користе готово сви телефонски системи, који користе спецификације за узорковање и квантизацију Г.711 . 

### Узорковање видео садржаја
Телевизија стандардне резолуције користи било 720 х 480 па (УС НТСЦ 525-лине) или 720 х 576 па (УК 625-линијски ПАЛ ) за видљиво подручје слике.
Телевизија високе резолуције (ХДТВ) користи 720п (прогресивни), 1080и (преплетени) и 1080п (прогресивни, такође познат као Фул-ХД).
У дигиталном видеу, временска брзина узорковања одређује се брзином кадра  –  тачније фреквенцију поља  –  а пиксел сат . Учесталост узорковања слике је стопа понављања периода интеграције сензора. Будући да период интеграције може бити знатно краћи од времена између понављања, фреквенција узорковања може се разликовати од обрнутог времена узорка:
- 50 Hz - ПАЛ видео
- 60 / 1.001 Hz ~ = 59.94 Hz - НТСЦ видео

Видео дигитално-аналогни претварачи раде у мегахерц распону (од ~ 3   МHz за композитне видео скале ниског квалитета у раним играћим конзолама, до 250 MHz или више за ВГА излаз највеће резолуције).
Када се аналогни видео претвори у дигитални видео, догађа се другачији процес узорковања, овај пут на фреквенцији пиксела, што одговара фреквенцији просторног узорковања дуж линија скенирања . Уобичајена стопа узорковања па је:
- 13.5 МHz - ЦЦИР 601, Д1 видео

Просторно узорковање у другом правцу одређује се размаком линија скенирања у растеру . Стопе узорковања и резолуције у оба просторна правца могу се мерити у јединицама линија по висини слике.
Просторни алиасинг високофреквентних компоненти луме или хрома видеа се појављује као моаров узорак.

### 3Д узорковање
Процес опсежног приказивања узоркује 3Д решетку воксела за производњу 3Д приказивања исечених (томографских) података. Претпоставља се да 3Д решетка представља непрекидну регију 3Д простора. Запреминско приказивање је уобичајено за медијално снимање, рендгенску рачунарску томографију (ЦТ / ЦАТ), магнетну резонанцу (МРИ), позитронско-емисијску томографију (ПЕТ) су неки примери. Такође се користи за сеизмичку томографију и друге примене.

## Подузорковање
Када се опсежни сигнал узоркује спорије од Никвист-ове брзине, узорци се не разликују од узорака нискофреквентног алиаса високофреквентног сигнала. То се често врши намерно на такав начин да надимак најниже фреквенције задовољава Никвист-ов критеријум, јер је опсежни сигнал и даље јединствено представљен и надокнадив. Такво под узорковање је познато и као узорковање појаса, хармоничко узорковање, ИФ узорковање и директно ИФ у дигиталну конверзију. 

## Преузорковање
Прекомерно узорковање се користи у већини модерних аналогно-дигиталних претварача да би се смањила изобличења која су увели практични дигитално-аналогни претварачи, као што је задржавање нулте реда уместо идеализација као што је интерполациона формула Витакер-Шенон . 

## Комплексно узорковање
Комплексно узорковање (И/К узорковање) је истовремено узорковање два различита, али повезана, таласна облика, што резултира паровима узорака који се касније третирају као сложени бројеви .    Кад један таласни облик {\displaystyle ,{\hat {s}}(t),}  је Хилбертова трансформација другог таласног облика {\displaystyle ,s(t),\,}  функција сложене вредности,  {\displaystyle s_{a}(t)\triangleq s(t)+i\cdot {\hat {s}}(t),}  се зове аналитички сигнал,   чија Фуријеова трансформација је нула за све негативне вредности фреквенције. У том случају, Никвистова стопа за таласни облик без фреквенција ≥   B се може свести на само B (сложени узорци по секунди), уместо на 2B(стварни узорци по секунди).  Изгледа да је еквивалентни вални облик основног опсега,  {\displaystyle s_{a}(t)\cdot e^{-i2\pi {\frac {B}{2}}t},}  такође има Никвистову стопу од B, јер се сав његов садржај који није нула фреквенције помера у интервал [-B/2, B/2).
Иако се узорци сложених вредности могу добити као што је претходно описано, они се такође стварају манипулацијом узорцима тачно обликованог таласног облика. На пример, еквивалентни облик основног опсега може се креирати без експлицитног рачунања {\displaystyle {\hat {s}}(t),}  обрадом секвенце производа {\displaystyle ,\left[s(nT)\cdot e^{-i2\pi {\frac {B}{2}}Tn}\right],}    преко дигиталног нископропусног филтра чија је фреквенција пресека B /2.  Рачунањем само сваког другог узорка излазне секвенце смањује се стопа узорка сразмерно смањеној Никвистовој стопи. Резултат је упола мање узорака сложених вредности од оригиналног броја стварних узорака. Не губе се никакве информације и по потреби се може вратити изворни s(t) таласни облик.